# Stato da Tera
Stato da Tera sau Domini di Terraferma a reprezentat numele utilizat pentru a desemna teritoriile continentale ale Republicii venețiene, cucerite în special în actuala provincie Veneto.
Aceste posesiuni (domini), alături de Dogado ("Ducatul", Veneția propriu-zisă) și de Stato da Màr (teritoriile maritime), constituiau subdiviziuni ale statului venețian. În perioada celei mai largi extinderi a statului venețian (a doua jumătate a secolului al XV-lea și primii ani ai secolului următor), Stato da Tera include Veneto, Friuli și părți din Lombardia, fiind mărginite de râurile Pad și Adda, de Munții Alpi și Carso.
În perioada Războaielor napoleoniene, prin Tratatul de la Campo Formio din 1797 s-a consemnat căderea Republicii, iar regiunile care făceau parte din Stato de Tera au trecut în stăpânirea Austriei, după care Napoleon I, victorios asupra austriecilor în bătălia de la Austerlitz în 1805, le-a inclus în Regatul Italiei. În 1815, după căderea lui Napoleon, a fost creat Regatul Lombardo-Venețian, sub directul control al Austriei.